# Kobylice (województwo opolskie)
Kobylice (dodatkowa nazwa w j. niem. Kobelwitz) – wieś w Polsce położona w województwie opolskim, w powiecie kędzierzyńsko-kozielskim, w gminie Cisek. Wieś położona na terenie zalewowym.
W latach 1975–1998 miejscowość administracyjnie należała do ówczesnego województwa opolskiego.

## Nazwa
Polska nazwa Kobylice oraz niemiecka Kobelwitz wymieniona jest w 1896 roku przez śląskiego pisarza Konstantego Damrota w książce o nazewnictwie miejscowym na Śląsku. Słownik geograficzny Królestwa Polskiego wydany na przełomie XIX i XX wieku notuje dwie polskie nazwy miejscowości Kobylice oraz wcześniejszą z 1350 roku Kobelice, a także niemiecką Kobelwitz.

## Historia
Wieś Cobilitz została założona około 1300 roku.
Od końca XVIII w. wieś posiadała własną pieczęć gminna, na której wizerunku umieszczono lemiesz pługa skrzyżowany z ostrzem kosy a nad nimi oko Opatrzności.
6 kwietnia 1945 Ministerstwo Bezpieczeństwa Publicznego utworzyło Centralne Obozy Pracy. Obóz pracy nr 116 powstał w Kobylicach.
W roku 2013 obchodzono 100 lecie kościoła pod wezwaniem św. Marii Magdaleny.

## Komunikacja
Przez Kobylice przebiega ważna droga wojewódzka: 410.